# Francisco Jareño y Alarcón
Francisco Jareño y Alarcón (Albacete, 24 de enero de 1818-Madrid, 8 de octubre de 1892) fue un arquitecto español, autor de algunos de los más notables edificios oficiales del reinado de Isabel II.

## Biografía
Nacido en Albacete el 24 de enero de 1818, ingresó de joven en el seminario diocesano para seguir estudios eclesiásticos, permaneciendo en él durante nueve años. En 1833 lo abandonó para entrar en la Real Academia de Bellas Artes de San Fernando en Madrid, donde obtuvo el título en 1848, a los treinta años, tras culminar una brillante carrera académica. Gracias a una beca, tuvo la oportunidad de salir al extranjero y viajar durante un periodo de cuatro años por diversos países de Europa, en donde tuvo la oportunidad de conocer el uso que en varias ciudades europeas daban al hierro como elemento arquitectónico. A su vuelta y con nuevas ayudas económicas del Estado volvió a viajar a Inglaterra y Alemania, regresando a Madrid en 1855, donde fue nombrado catedrático de Historia del Arte en la Escuela Especial de Arquitectura. 
De sus primeros años de ejercicio destacó el proyecto de la Escuela Central de Agricultura de Aranjuez de 1856, primera obra que se conoce de Jareño, así como la intervención, en colaboración con Nicómedes Mendívil, en la desaparecida Casa de la Moneda de España, levantada en el espacio que hoy ocupa la plaza de Colón (Madrid). Entre 1874 y 1875 fue director de la Escuela de Arquitectos, así como académico numerario de la Real Academia de San Fernando (1867), Caballero de la Real y Distinguida Orden de Carlos III (1858), Gran Cruz de la Orden Civil de María Victoria (1872), entre otros.

## Obra

### En Madrid

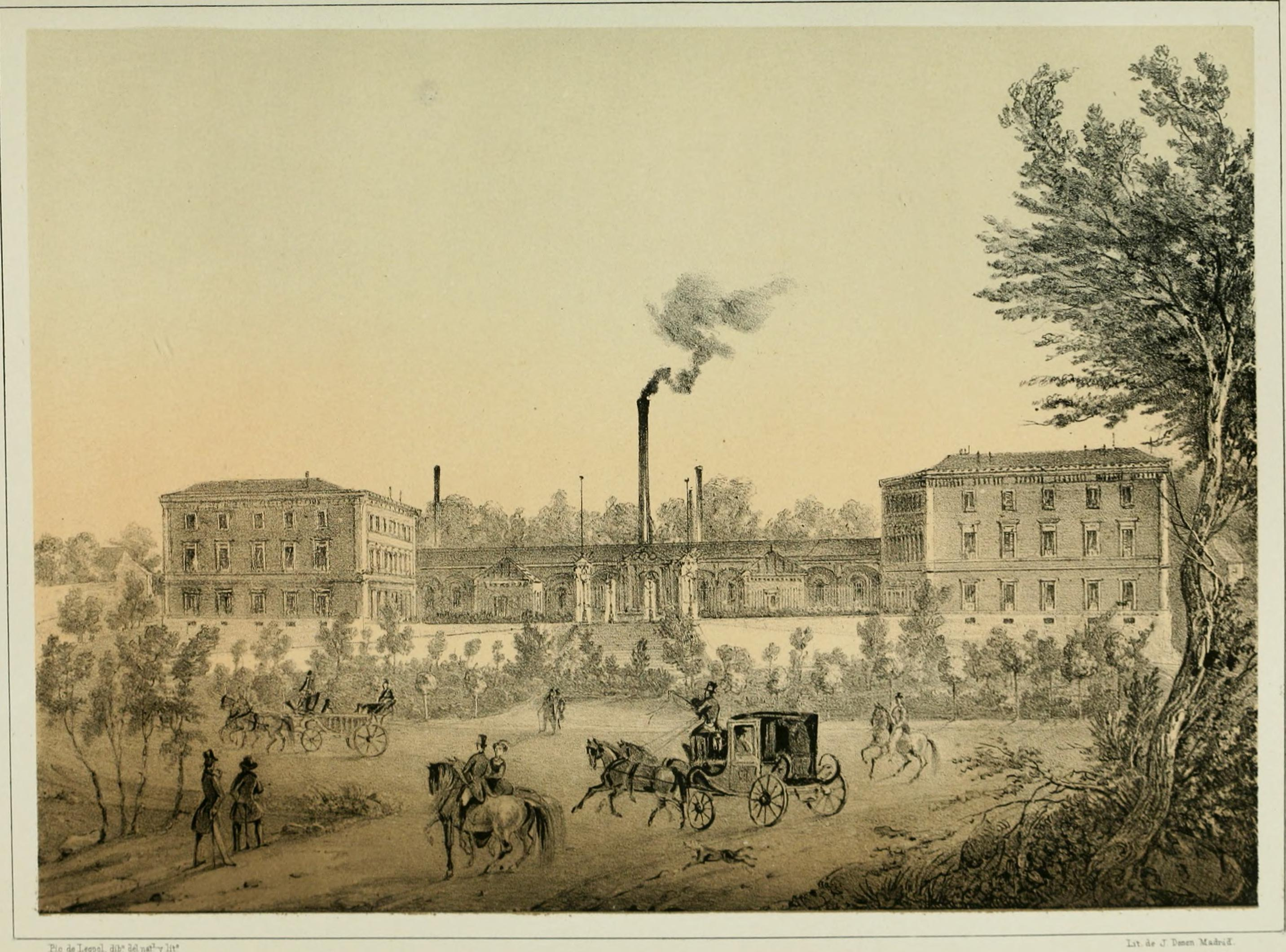
Casa de la Moneda

- Antigua Casa de la Moneda (1856-1861), desaparecida en 1970 para construir la plaza de Colón.Palacio de Biblioteca y Museos Nacionales

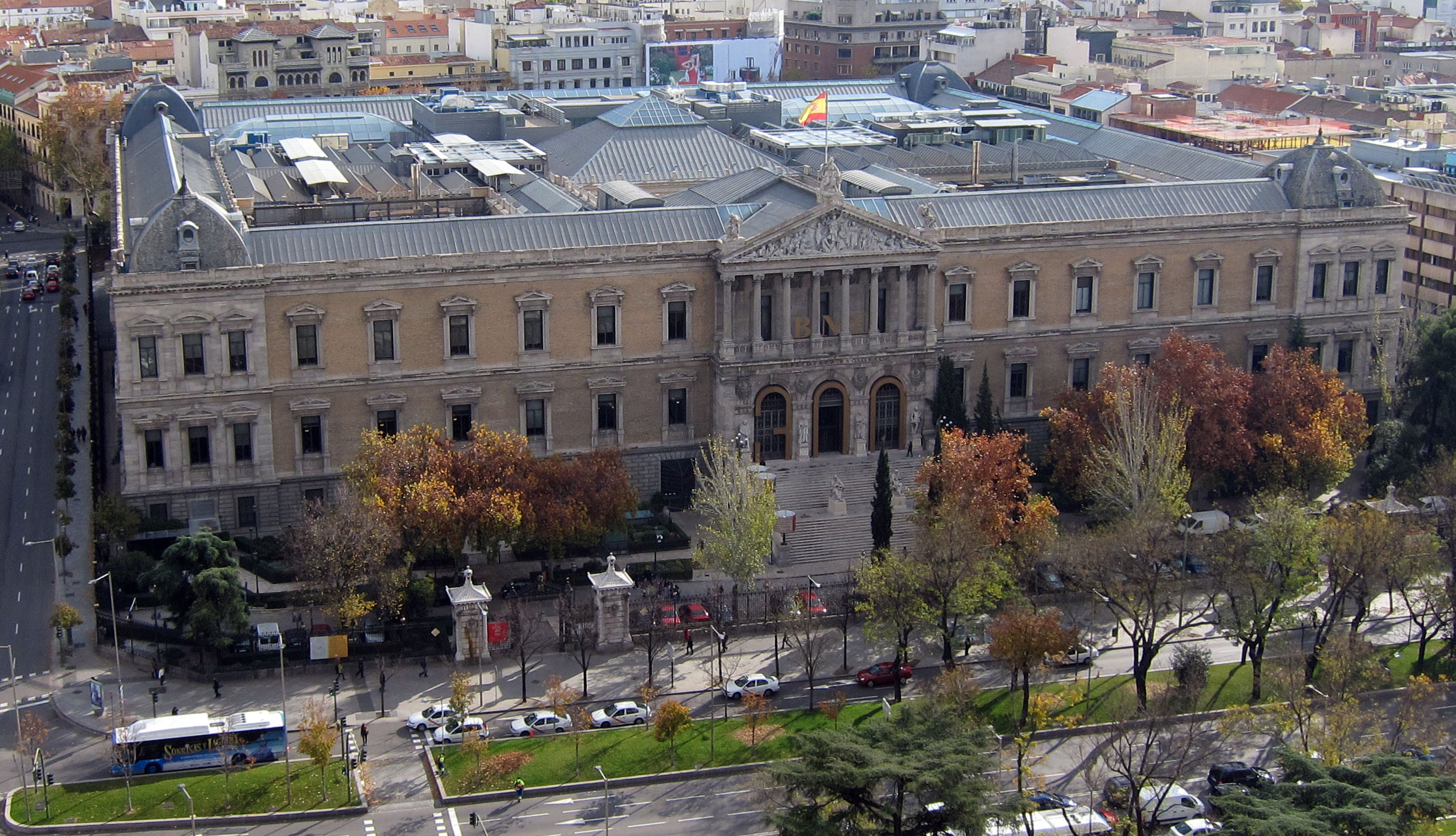
Palacio de Biblioteca y Museos Nacionales

- Palacio de Museos, Archivo y Biblioteca Nacionales (1865-1868), que acoge las sedes del Museo Arqueológico y la Biblioteca Nacional, es considerada como la obra de mayor envergadura proyectada por Jareño.
- Instituto de San Isidro (1876), ampliación y reforma del edificio del Antiguo Seminario de Nobles de 1679.
- La antigua sede de la Real Escuela de Veterinaria (1877), sede desde 1959 del Instituto de Bachillerato Cervantes.

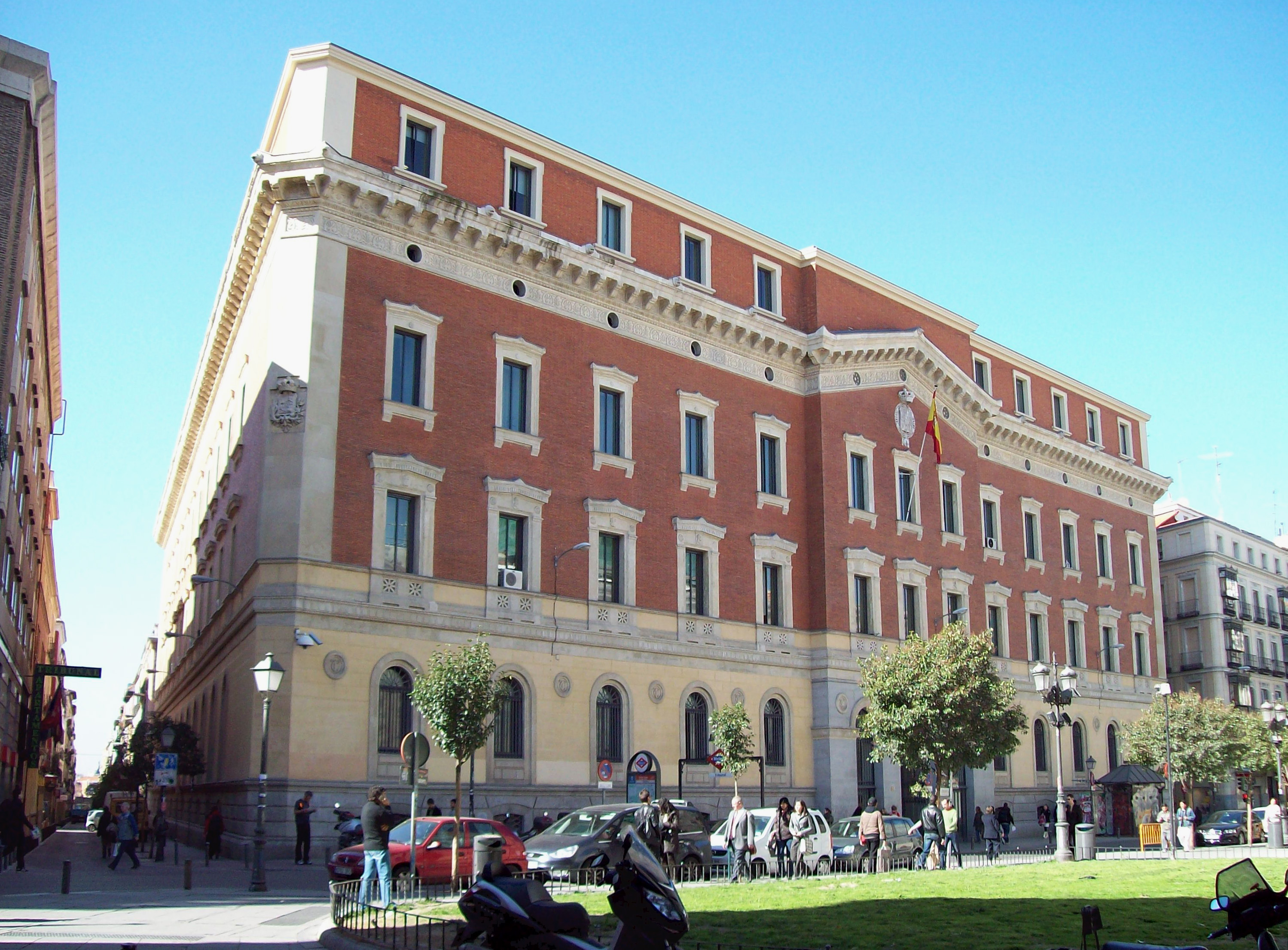
Tribunal de Cuentas del Reino

- Instituto Cardenal Cisneros (1877), primera ampliación para albergar el Instituto en el edificio de la antigua Universidad Central de Madrid (1842).Tribunal de Cuentas del Reino
- Tribunal de Cuentas del Reino (1860), con posteriores reformas, rectificaciones y el añadido de un ático sobre la cornisa original.
- Hospital del Niño Jesús (1879), encargo de la duquesa de Santoña por el que obtuvo numerosos reconocimientos internacionales.
- El primer jardín de infancia creado en España (1879), situado en la esquina de la calle Daoíz con la plaza del Dos de Mayo, junto a lo que era la Escuela Normal de Maestros.

### Fuera de Madrid

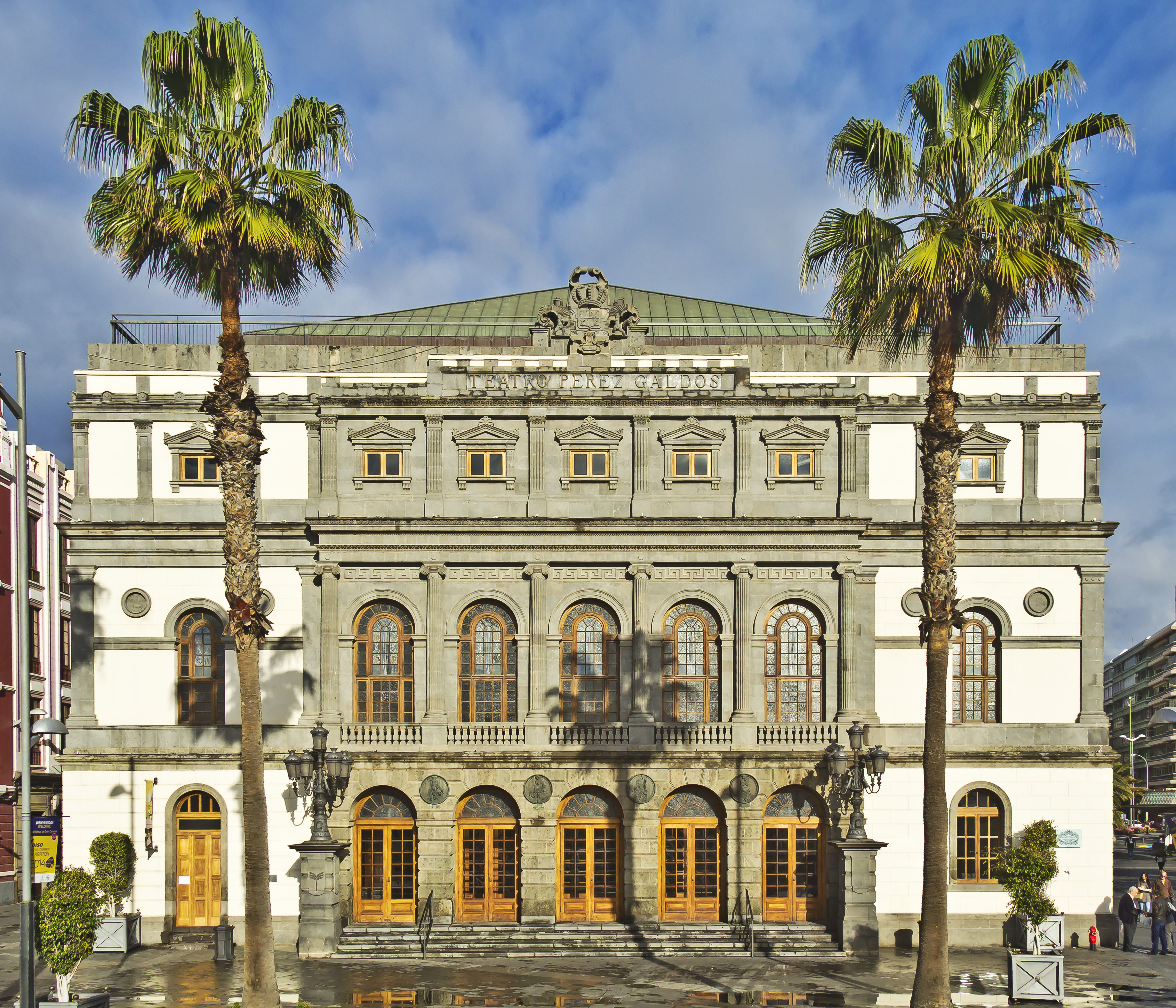
Teatro Pérez Galdós

- Escuela Central de Agricultura (Aranjuez, 1856), primera obra del arquitecto de la que se tiene conocimiento.
- Rehabilitación de la Audiencia Territorial de Albacete (1857).
- La plaza de toros de Toledo, 1865. De estilo árabe y que sustituyó a la plaza de Zocodover para la celebración de las corridas de toros.
- El Teatro Tirso de Molina, hoy Teatro Pérez Galdós (Las Palmas de Gran Canaria, 1867). Devastado por un incendio en 1918, las reformas posteriores han sido poco fieles al concepto original, habiéndose respetado únicamente la fachada.